# 1. vlada Republike Slovenije
1. vlada Republike Slovenije (16. maj 1990–14. maj 1992) je bila prva vlada, po uvedbi večstrankarskega sistema v Sloveniji (po drugi svetovni vojni). Vladi je bila spomladi 1992 izglasovana nezaupnica.
Kasnejši ministri so bili naprej imenovani, v skladu s tedanjim zakonom o izvršnem svetu, za državne sekretarje oziroma predsednike komitejev.

## Koalicija
- DEMOS
  - Slovenska demokratična zveza (SDZ)
  - Socialdemokratska zveza Slovenije (SDZS)
  - Slovenski krščanski demokrati (SKD)
  - Slovenska kmečka zveza
  - Slovenska obrtniška stranka
  - Zeleni Slovenije.

## Predsednik vlade
- Lojze Peterle

## Podpredsedniki vlade
- Matija Malešič - za družbene dejavnosti - izv. 16.5.1990
- Jože Mencinger - za gospodarstvo - izv. 16.5.1990, razrešen 8.5,1991
- Andrej Ocvirk - izv. 8.5,1991
- Leo(pold) Šešerko - za varstvo okolja in regionalni razvoj - izv. 16.5.1990

## Ministri
- Maks Bastl, predsednik Republiškega komiteja za trgovino - imen. 16.5.1990; razrešen 12.2.1992
- Igor Bavčar, republiški sekretar za notranje zadeve - imen. 16.5.1990
- Katja Boh, predsednica Republiškega komiteja za zdravstveno in socialno varstvo - imen. 16.5.1990, razrešena 15.1.1992
- Božidar Voljč, minister za zdravstvo, družino in socialno varstvo - imen. 15.1.1992
- Viktor Brezar, predsednik Republiškega komiteja za drobno gospodarstvo - imen. 16.5.1990
- Andrej Capuder, predsednik Republiškega komiteja za kulturo - imen. 16.5.1990
- Janez Dular, član Izvršnega sveta Skupščine Republike Slovenije, zadolžen za vprašanja Slovencev po svetu in italijanske in madžarske narodnosti v Republiki Sloveniji - imen. 16.5.1990
- Franc Godeša, predsednik Republiškega komiteja za borce in vojaške invalide - imen. 16.5.1990
- Alojz Janko, predsednik Republiškega komiteja za zakonodajo - imen. 16.5.1990
- Janez Janša, republiški sekretar za ljudsko obrambo - imen. 16.5.1990
- Miha Jazbinšek, predsednik Republiškega komiteja za varstvo okolja in urejanje prostora - imen. 16.5.1990
- Jožef Jeraj, minister za trgovino - imen. 12.2.1992
- Stane Stanič, predsednik Republiškega komiteja za informiranje - imen. 16.5.1990, razrešen 24.4.1991
- Jelko Kacin, republiški sekretar za informiranje - imen. 24.4.1991
- Marjan Krajnc, predsednik Republiškega komiteja za promet in zveze - imen. 16.5.1990
- Marko Kranjec, republiški sekretar za finance - imen. 16.5.1990, razrešen 8.5.1991
- Dušan Šešok, republiški sekretar za finance - imen. 9.5-1991
- Jože(f Jakob) Osterc, predsednik Republiškega komiteja za kmetijstvo, gozdarstvo in prehrano - imen. 16.5.1990
- Ingo Paš, predsednik Republiškega komiteja za turizem in gostinstvo - imen. 16.5.1990
- Rajko Pirnat, republiški sekretar za pravosodje in upravo - imen. 16.5.1990
- Jožefa Puhar, predsednica Republiškega komiteja za delo - imen. 16.5.1990
- Izidor Rejc, predsednik Republiškega komiteja za industrijo in gradbeništvo - imen. 16.5.1990
- Dimitrij Rupel, predsednik Republiškega komiteja za mednarodno sodelovanje - imen. 16.5.1990
- Peter Tancig, predsednik Republiškega komiteja za raziskovalno dejavnost in tehnologijo - imen. 16.5.1990
- Miha Tomšič, predsednik Republiškega komiteja za energetiko - imen. 16.5.1990
- Igor Umek, predsednik Republiškega komiteja za družbeno planiranje - imen. 16.5.1990
- Peter Vencelj, predsednik Republiškega komiteja za vzgojo in izobraževanje ter telesno kulturo   - imen. 16.5.1990